# 구조적 분석

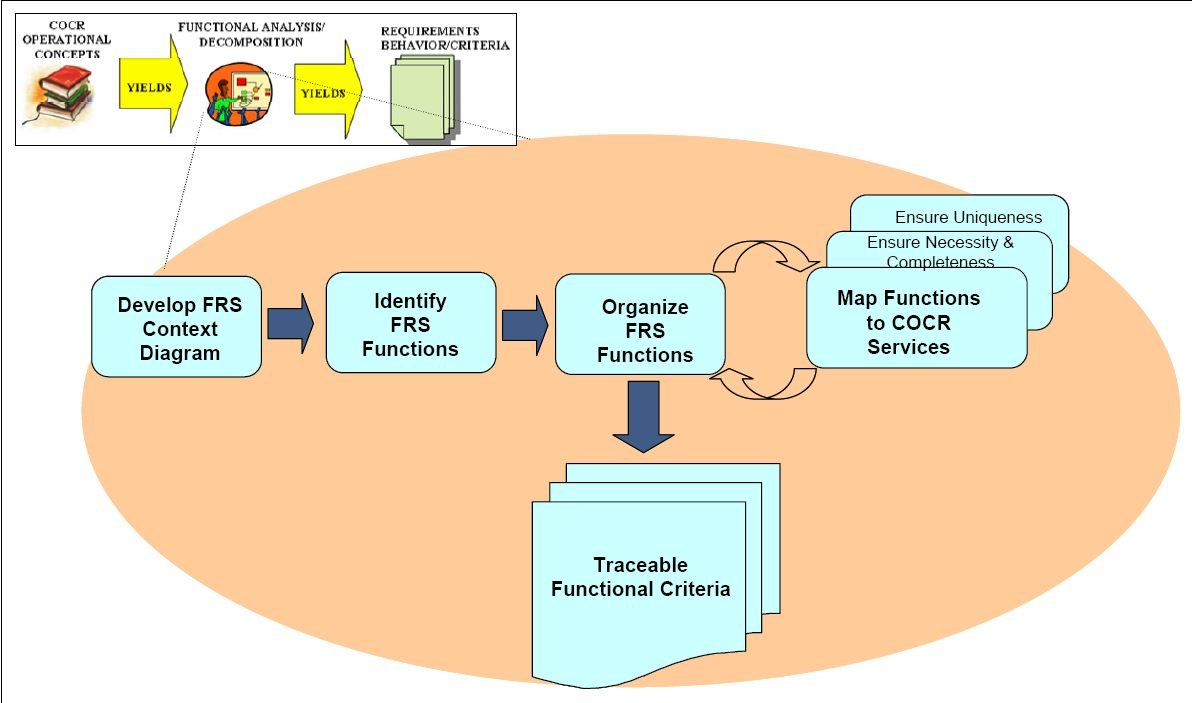
구조적 분석 접근의 예.

소프트웨어 공학에서 구조적 분석(構造的分析, structured analysis, SA), 구조적 설계(構造的分析, structured design, SD)는 비즈니스 요건을 분석하고 실천사항을 컴퓨터 프로그램, 하드웨어 구성, 관련 수동 절차로 변환하기 위한 시방서를 개발하는 방식이다.
구조적 분석과 설계 기법은 시스템 분석의 중요한 도구들이다. 이것들은 1960년대와 1970년대의 고전 시스템 분석에서 발전되었다.

## 역사
구조적 분석은 1960년대와 1980년대 사이 소프트웨어 세계가 마주한 문제에 대응하여 개발된 분석, 설계, 프로그래밍 기법들의 모임을 대표하는 일련의 구조화된 방식들의 일부이다. 이 시기 대부분의 상용 프로그래밍은 코볼과 포트란, 이후 C, 베이직으로 완성되었다. "훌륭한" 설계 및 프로그래밍 기법의 지침이 없다시피 했으며 요구사항과 디자인을 문서화하기 위한 표준 기법들도 없었다. 시스템은 규모가 커지고 더 복잡해져갔으며 정보 시스템 개발은 더욱 더 어려워져만 갔다.
크고 복잡한 소프트웨어의 관리를 돕는 한 방법으로, 여러 구조화된 방식들이 1960년대 말 이후로 등장하였다.

## 같이 보기
- HIPO